# Campeonato Mundial de Esqui Estilo Livre de 2021 - Ski cross masculino
A prova do ski cross masculino do Campeonato Mundial de Esqui Estilo Livre de 2021 foi realizada nos dias 10 e 13 de fevereiro em Idre na Suécia. 

## Medalhistas
| Ouro            | Prata                | Bronze            |
| Alex Fiva (SUI) | François Place (FRA) | Erik Mobärg (SWE) |

## Resultados

### Qualificação
Um total de 41 esquiadores participaram da competição.  Os 32 melhores avançaram para a fase eliminatória. 
| Colocação | Bib | Name                      | Nacionalidade            | Tempo   | Notas |
| --------- | --- | ------------------------- | ------------------------ | ------- | ----- |
| 1         | 12  | François Place            | França                   | 1:11.26 | Q     |
| 2         | 1   | David Mobärg              | Suécia                   | 1:11.86 | Q     |
| 3         | 7   | Jonas Lenherr             | Suíça                    | 1:12.04 | Q     |
| 4         | 5   | Alex Fiva                 | Suíça                    | 1:12.08 | Q     |
| 5         | 8   | Bastien Midol             | França                   | 1:12.29 | Q     |
| 6         | 6   | Niklas Bachsleitner       | Alemanha                 | 1:12.37 | Q     |
| 7         | 14  | Jean-Frédéric Chapuis     | França                   | 1:12.44 | Q     |
| 8         | 9   | Reece Howden              | Canadá                   | 1:12.71 | Q     |
| 9         | 11  | Florian Wilmsmann         | Alemanha                 | 1:12.78 | Q     |
| 10        | 18  | Johannes Rohrweck         | Áustria                  | 1:12.85 | Q     |
| 11        | 15  | Ryan Regez                | Suíça                    | 1:12.86 | Q     |
| 12        | 2   | Tyler Wallasch            | Estados Unidos           | 1:13.00 | Q     |
| 13        | 16  | Brady Leman               | Canadá                   | 1:13.13 | Q     |
| 14        | 22  | Cornel Renn               | Alemanha                 | 1:13.22 | Q     |
| 15        | 21  | Christopher Delbosco      | Canadá                   | 1:13.26 | Q     |
| 16        | 4   | Marc Bischofberger        | Suíça                    | 1:13.27 | Q     |
| 17        | 10  | Jonathan Midol            | França                   | 1:13.41 | Q     |
| 18        | 13  | Kristofor Mahler          | Canadá                   | 1:13.41 | Q     |
| 19        | 20  | Youri Duplessis Kergomard | França                   | 1:13.60 | Q     |
| 20        | 19  | Johannes Aujesky          | Áustria                  | 1:13.63 | Q     |
| 21        | 17  | Robert Winkler            | Áustria                  | 1:13.75 | Q     |
| 22        | 26  | Oliver Davies             | Reino Unido              | 1:13.78 | Q     |
| 23        | 3   | Viktor Andersson          | Suécia                   | 1:13.79 | Q     |
| 24        | 25  | Ryo Sugai                 | Japão                    | 1:13.90 | Q     |
| 25        | 24  | Sandro Siebenhofer        | Áustria                  | 1:14.40 | Q     |
| 26        | 35  | Erik Mobärg               | Suécia                   | 1:14.42 | Q     |
| 27        | 28  | Satoshi Furuno            | Japão                    | 1:14.46 | Q     |
| 28        | 27  | Ferdinand Dorsch          | Alemanha                 | 1:14.57 | Q     |
| 29        | 23  | Simone Deromedis          | Itália                   | 1:14.75 | Q     |
| 30        | 29  | Sergey Ridzik             | Federação Russa de Esqui | 1:14.83 | Q     |
| 31        | 40  | Fredrik Nilsson           | Suécia                   | 1:15.30 | Q     |
| 32        | 37  | Edoardo Zorzi             | Itália                   | 1:15.37 | Q     |
| 33        | 39  | Dominik Züch              | Itália                   | 1:15.48 |       |
| 34        | 36  | Douglas Crawford          | Austrália                | 1:15.95 |       |
| 35        | 30  | Igor Omelin               | Federação Russa de Esqui | 1:16.12 |       |
| 36        | 33  | Xander Vercammen          | Bélgica                  | 1:16.64 |       |
| 37        | 38  | Ryuto Kobayashi           | Japão                    | 1:16.95 |       |
| 38        | 31  | Vladimir Shmyrov          | Federação Russa de Esqui | 1:17.40 |       |
| 39        | 32  | Robbie Morrison           | Austrália                | 1:17.41 |       |
| 40        | 34  | Artem Nabiulin            | Federação Russa de Esqui | 1:19.31 |       |
| 41        | 41  | Koppány Pap               | Hungria                  | 1:19.57 |       |

### Fase eliminatória
Esses foram os resultados finais. 

#### Oitavas de final
| Posição | Bib | Nome               | Nacionalidade | Notas |
| ------- | --- | ------------------ | ------------- | ----- |
| 1       | 17  | Jonathan Midol     | França        | Q     |
| 2       | 1   | François Place     | França        | Q     |
| 3       | 32  | Edoardo Zorzi      | Itália        |       |
| 4       | 16  | Marc Bischofberger | Suíça         |       |

| Posição | Bib | Nome             | Nacionalidade  | Notas |
| ------- | --- | ---------------- | -------------- | ----- |
| 1       | 5   | Bastien Midol    | França         | Q     |
| 2       | 21  | Robert Winkler   | Áustria        | Q     |
| 3       | 12  | Tyler Wallasch   | Estados Unidos |       |
| 4       | 28  | Ferdinand Dorsch | Alemanha       |       |

| Posição | Bib | Nome                      | Nacionalidade            | Notas |
| ------- | --- | ------------------------- | ------------------------ | ----- |
| 1       | 3   | Jonas Lenherr             | Suíça                    | Q     |
| 2       | 14  | Cornel Renn               | Alemanha                 | Q     |
| 3       | 19  | Youri Duplessis Kergomard | França                   |       |
| 4       | 30  | Sergey Ridzik             | Federação Russa de Esqui |       |

| Posição | Bib | Nome                  | Nacionalidade | Notas |
| ------- | --- | --------------------- | ------------- | ----- |
| 1       | 26  | Erik Mobärg           | Suécia        | Q     |
| 2       | 10  | Johannes Rohrweck     | Áustria       | Q     |
| 3       | 23  | Viktor Andersson      | Suécia        |       |
| 4       | 7   | Jean-Frédéric Chapuis | França        |       |

| Posição | Bib | Nome               | Nacionalidade | Notas |
| ------- | --- | ------------------ | ------------- | ----- |
| 1       | 8   | Reece Howden       | Canadá        | Q     |
| 2       | 25  | Sandro Siebenhofer | Áustria       | Q     |
| 3       | 9   | Florian Wilmsmann  | Alemanha      |       |
| 4       | 24  | Ryo Sugai          | Japão         |       |

| Posição | Bib | Nome             | Nacionalidade | Notas |
| ------- | --- | ---------------- | ------------- | ----- |
| 1       | 20  | Johannes Aujesky | Áustria       | Q     |
| 2       | 4   | Alex Fiva        | Suíça         | Q     |
| 3       | 13  | Brady Leman      | Canadá        |       |
| 4       | 29  | Simone Deromedis | Itália        |       |

| Posição | Bib | Nome                | Nacionalidade | Notas |
| ------- | --- | ------------------- | ------------- | ----- |
| 1       | 22  | Oliver Davies       | Reino Unido   | Q     |
| 2       | 6   | Niklas Bachsleitner | Alemanha      | Q     |
| 3       | 11  | Ryan Regez          | Suíça         |       |
| 4       | 27  | Satoshi Furuno      | Japão         |       |

| Posição | Bib | Nome                 | Nacionalidade | Notas |
| ------- | --- | -------------------- | ------------- | ----- |
| 1       | 2   | David Mobärg         | Suécia        | Q     |
| 2       | 18  | Kristofor Mahler     | Canadá        | Q     |
| 3       | 31  | Fredrik Nilsson      | Suécia        |       |
| 4       | 15  | Christopher Delbosco | Canadá        |       |

#### Quartas de final
| Posição | Bib | Nome               | Nacionalidade | Notas |
| ------- | --- | ------------------ | ------------- | ----- |
| 1       | 8   | Reece Howden       | Canadá        | Q     |
| 2       | 1   | François Place     | França        | Q     |
| 3       | 17  | Jonathan Midol     | França        |       |
| 4       | 25  | Sandro Siebenhofer | Áustria       |       |

| Posição | Bib | Nome                | Nacionalidade | Notas |
| ------- | --- | ------------------- | ------------- | ----- |
| 1       | 6   | Niklas Bachsleitner | Alemanha      | Q     |
| 2       | 22  | Oliver Davies       | Reino Unido   | Q     |
| 3       | 14  | Cornel Renn         | Alemanha      |       |
| 4       | 3   | Jonas Lenherr       | Suíça         |       |

| Posição | Bib | Nome             | Nacionalidade | Notas |
| ------- | --- | ---------------- | ------------- | ----- |
| 1       | 4   | Alex Fiva        | Suíça         | Q'    |
| 2       | 20  | Johannes Aujesky | Áustria       | Q     |
| 3       | 5   | Bastien Midol    | França        |       |
| 4       | 21  | Robert Winkler   | Áustria       |       |

| Posição | Bib | Nome              | Nacionalidade | Notas |
| ------- | --- | ----------------- | ------------- | ----- |
| 1       | 10  | Johannes Rohrweck | Áustria       | Q     |
| 2       | 26  | Erik Mobärg       | Suécia        | Q     |
| 3       | 18  | Kristofor Mahler  | Canadá        |       |
| 4       | 2   | David Mobärg      | Suécia        |       |

#### Semifinal
| Posição | Bib | Nome             | Nacionalidade | Notas |
| ------- | --- | ---------------- | ------------- | ----- |
| 1       | 1   | François Place   | França        | Q     |
| 2       | 4   | Alex Fiva        | Suíça         | Q     |
| 3       | 8   | Reece Howden     | Canadá        |       |
| 4       | 20  | Johannes Aujesky | Áustria       |       |

| Posição | Bib | Nome                | Nacionalidade | Notas |
| ------- | --- | ------------------- | ------------- | ----- |
| 1       | 26  | Erik Mobärg         | Suécia        | Q     |
| 2       | 22  | Oliver Davies       | Reino Unido   | Q     |
| 3       | 10  | Johannes Rohrweck   | Áustria       |       |
| 4       | 6   | Niklas Bachsleitner | Alemanha      |       |

#### Final
Pequena final
| Posição | Bib | Nome                | Nacionalidade | Notas |
| ------- | --- | ------------------- | ------------- | ----- |
| 5       | 8   | Reece Howden        | Canadá        |       |
| 6       | 6   | Niklas Bachsleitner | Alemanha      |       |
| 7       | 20  | Johannes Aujesky    | Áustria       |       |
| 8       | 10  | Johannes Rohrweck   | Áustria       |       |

Grande final
| Posição           | Bib | Nome           | Nacionalidade | Notas |
| ----------------- | --- | -------------- | ------------- | ----- |
| Medalha de ouro   | 4   | Alex Fiva      | Suíça         |       |
| Medalha de prata  | 1   | François Place | França        |       |
| Medalha de bronze | 26  | Erik Mobärg    | Suécia        |       |
| 4                 | 22  | Oliver Davies  | Reino Unido   |       |

Legenda
| Recorde mundial       | Recorde mundial (World record)               |                       | Recorde africano                      | Recorde africano (African) |                                           | Q | Classificado por posição (Qualified) |
| Recorde do campeonato | Recorde do campeonato (Championship record)  | Recorde da América    | Recorde da América (Americas)         | q                          | Classificado por melhor tempo (Qualified) |   |                                      |
| Melhor marca do ano   | Melhor marca do ano (World leading)          | Recorde asiático      | Recorde asiático (Asian)              | DNS                        | Não largou (Did not start)                |   |                                      |
| Recorde nacional      | Recorde nacional (National record)           | Recorde europeu       | Recorde europeu (European)            | DNF                        | Não terminou (Did not finish)             |   |                                      |
| Recorde pessoal       | Recorde pessoal do atleta (Personal best)    | Recorde da Oceania    | Recorde da Oceania (Oceania)          | DSQ / DQ                   | Desclassificado (Disqualified)            |   |                                      |
| Recorde da temporada  | Recorde da temporada do atleta (Season best) | Recorde sul-americano | Recorde sul-americano (South America) | NM                         | Sem marca (No mark)                       |   |                                      |